# 36 (число)
36 (три́дцять шість) — натуральне число між 35 і 37

## Математика
- 236  = 68719476736

## Наука
- Атомний номер Аргону
- Тридцять шість стратагем

## Дати
- 36 рік; 36 рік до н. е.
- 1836 рік
- 1936 рік